# ボローニャ-フィレンツェ高速線
ボローニャ-フィレンツェ高速線 (イタリア語: Ferrovia Bologna-Firenze) はイタリアの主要な高速鉄道路線である。2009年12月5日に開業し、以前は59分を要していたボローニャ - フィレンツェ間の所要時間が37分に短縮された。欧州横断ネットワーク（TEN-T）の1号線（ベルリン - ミュンヘン - ローマ - パレルモ）の一部を形成している。

## 概要
起点はボローニャ中央駅、終点はフィレンツェ・カステッロ駅であるが、全列車がフィレンツェ・サンタ・マリア・ノヴェッラ駅に乗り入れる。ボローニャ中央駅にてミラノ-ボローニャ高速線、パドヴァ-ボローニャ線およびボローニャ-ヴェローナ線と接続し、フィレンツェ・サンタ・マリア・ノヴェッラ駅にてフィレンツェ-ローマ高速線と接続する。高速旅客列車のための路線ではあるが、一部の優等列車は高速新線開業後も旧線であるボローニャ-フィレンツェ線を経由している。